# Mittelland-csatorna
A Mittelland-csatorna, más néven Középföld-csatorna (németül: Mittellandkanal, IPA: [ˈmɪtl̩.lant.kaˌnaːl] ⓘ) egy jelentős csatorna Közép-Németországban. Az ország víziúthálózatának fontos láncszemét képezi, a legfontosabb kelet-nyugati belvízi összeköttetést biztosítja. Jelentősége túlmutat Németországon, mivel összeköti Franciaországot, Svájcot és a Benelux-államokat Lengyelországgal, a Csehországgal és a Balti-tengerrel.
A Mittelland-csatorna 325,7 kilométeres hosszával a leghosszabb mesterséges vízi út Németországban.

## Útvonal
A Mittelland-csatorna Hörstelnél (Rheine közelében, 52°16′37″N 7°36′18″E) ágazik ki a Dortmund-Ems-csatornából, észak felé halad a Teutoburg-erdő mentén, elhalad Hannover mellett és Magdeburgnál (52°14′46″N 11°44′49″E) találkozik az Elbával. Magdeburg közelében csatlakozik az Elba-Havel-csatornához, így folyamatos hajózási útvonalat képez Berlinbe és tovább Lengyelországba.
A csatorna Mindennél két aquadukt keresztezi a Weser folyót (1914-ben, illetve 1998-ban készült el), Magdeburgnál pedig szintén aquadukton át keresztezi az Elbát. Mellékcsatornákon keresztül Ibbenbürenben, Osnabrückben, Mindenben (két csatorna csatlakozik a Weserhez), Hannover-Lindenben, Hannover-Misburgban, Hildesheimben és Salzgitterben van összeköttetés. Wolfsburgtól nyugatra az Elba mellékcsatorna ágazik ki, amely Hamburggal és (az Elba-Lübeck-csatornán keresztül) a Balti-tengerrel biztosít kapcsolatot.

## Története

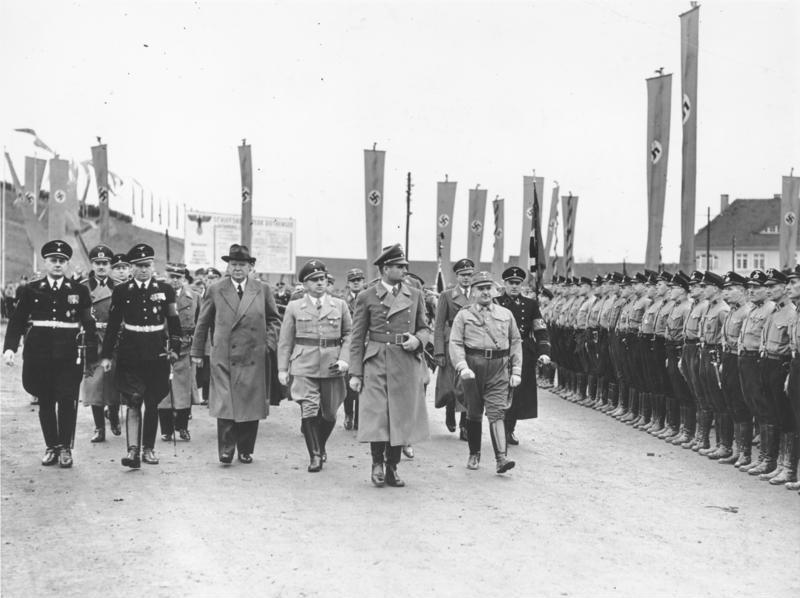
Megnyitás Magdeburgban 1938-ban

A Mittelland-csatorna építését 1906-ban kezdték meg, a Dortmund-Ems-csatornán Bergeshövede (Hörstel község) felől indulva. A Weseren Mindenig tartó szakaszt 1915 februárjában nyitották meg, és kezdetben Ems-Weser-csatornának nevezték el. A Mindenből Hannoverbe tartó szakasz 1916 őszén készült el. A Sehnde-ig tartó szakasz és a Hildesheimig tartó mellékcsatorna 1928-ban készült el, Peine-t 1929-ben, Braunschweiget pedig 1933-ban érték el. A Magdeburgig tartó utolsó szakaszt 1938-ban nyitották meg, így közvetlen összeköttetés jött létre Nyugat- és Kelet-Németország között. A Salzgitterig tartó mellékcsatornát 1941-ben nyitották meg. Az Elba fölé tervezett csatornahíd, amely a nyári alacsony vízállás elkerülése érdekében volt szükséges, a második világháború miatt nem épült meg.
Németország második világháborút követő felosztása után a Mittelland-csatornát felosztották Nyugat- és Kelet-Németország között, a határ Wolfsburgtól keletre húzódott. Annak érdekében, hogy a csatorna nyugati szakaszáról Hamburgba és Észak-Németországba lehessen eljutni, elkerülve mind Kelet-Németországot, mind az Elba folyó időnként korlátozott hajózhatóságát, 1977-ben megnyitották az Elba-oldalcsatornát.
Németország újraegyesítését követően a Mittelland-csatorna mint a nyugatról Berlinbe és keletre vezető összekötő út fontossága megerősödött. Ezért újraindították az Elba áthidalására irányuló projektet, és az ennek eredményeként 2003-ban megnyitották a Magdeburgi csatornahidat, amely közvetlen kapcsolatot biztosít az Elba-Havel-csatornával. További tervek vannak a csatorna összekötésére a hollandiai Twentekanaallal, hogy lerövidítsék a kapcsolatot a rotterdami kikötő felé.

## Városok
- Ibbenbüren
- Osnabrück (egy elágazáson keresztül)
- Bramsche
- Lübbecke
- Minden
- Garbsen
- Hannover
- Sehnde
- Hildesheim (egy elágazáson keresztül)
- Peine
- Salzgitter (egy elágazáson keresztül)

Braunschweig kikötőjének panorámája a Mittelland-csatornán Watenbüttelnél, Braunschweignél

- Braunschweig
- Wolfsburg
- Haldensleben
- Magdeburg

## Műtárgyak
- Minden víziút kereszteződése(wd) (é. sz. 52° 18′ 12″, k. h. 8° 55′ 54″52.303333°N 8.931667°E)
- Magdeburgi csatornahíd (é. sz. 52° 13′ 51″, k. h. 11° 42′ 05″52.230833°N 11.701389°E)

## Képgaléria

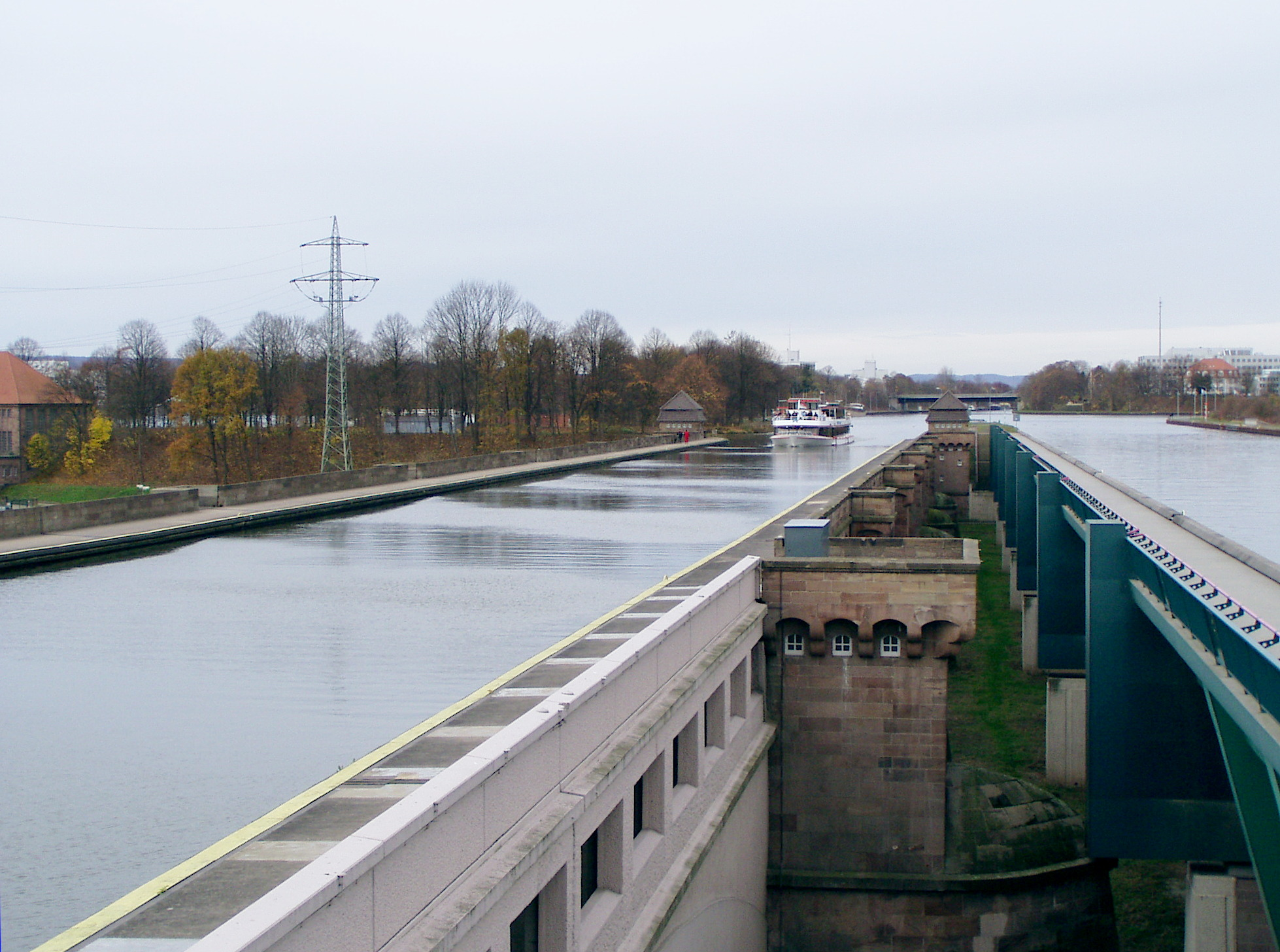
A régi és új csatornahid Minden közelében
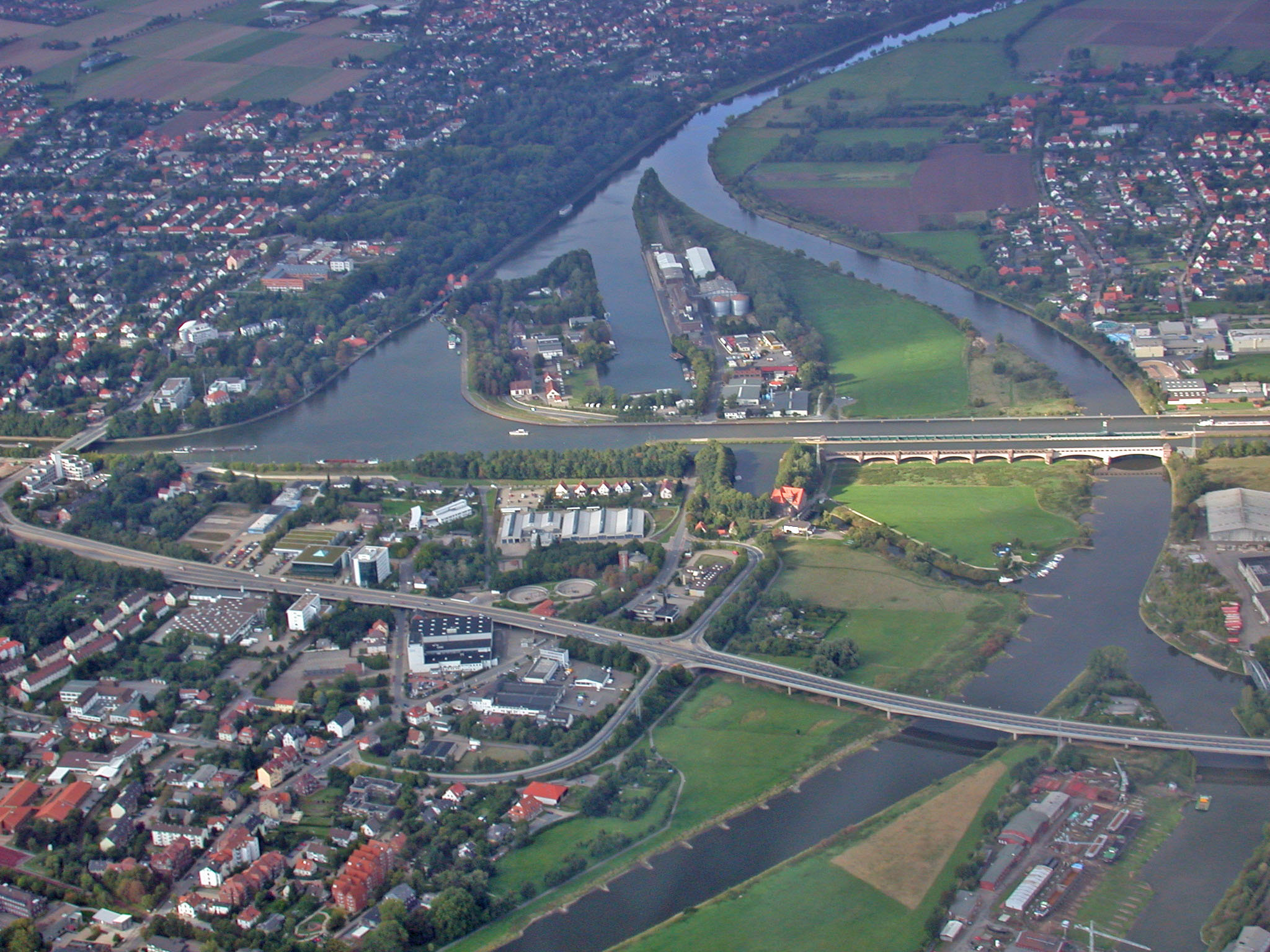
Légi felvétel az aquaduktról és a Weser folyóról
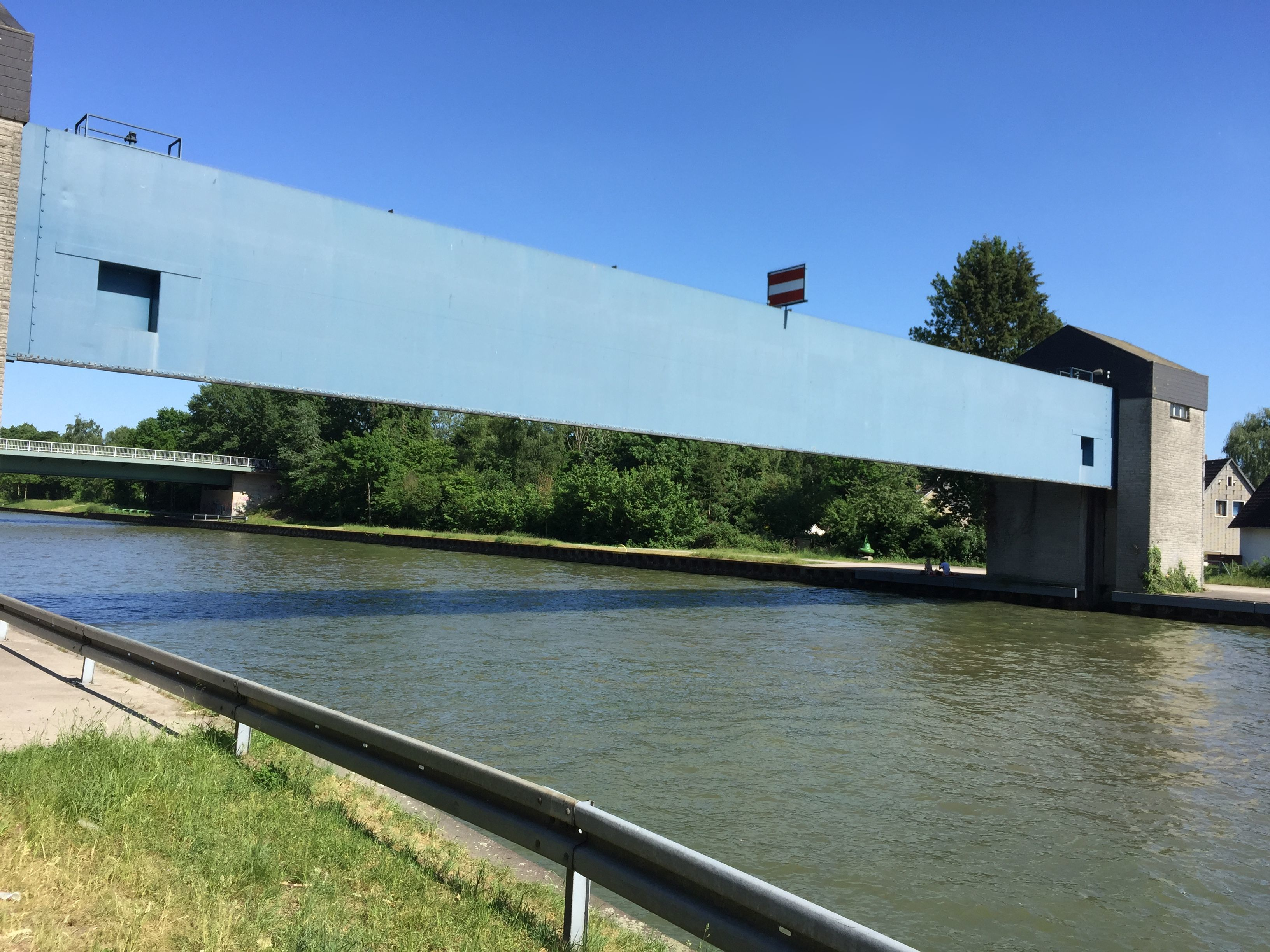
Biztonsági kapu a Mittelland-csatornán Havelse-ben
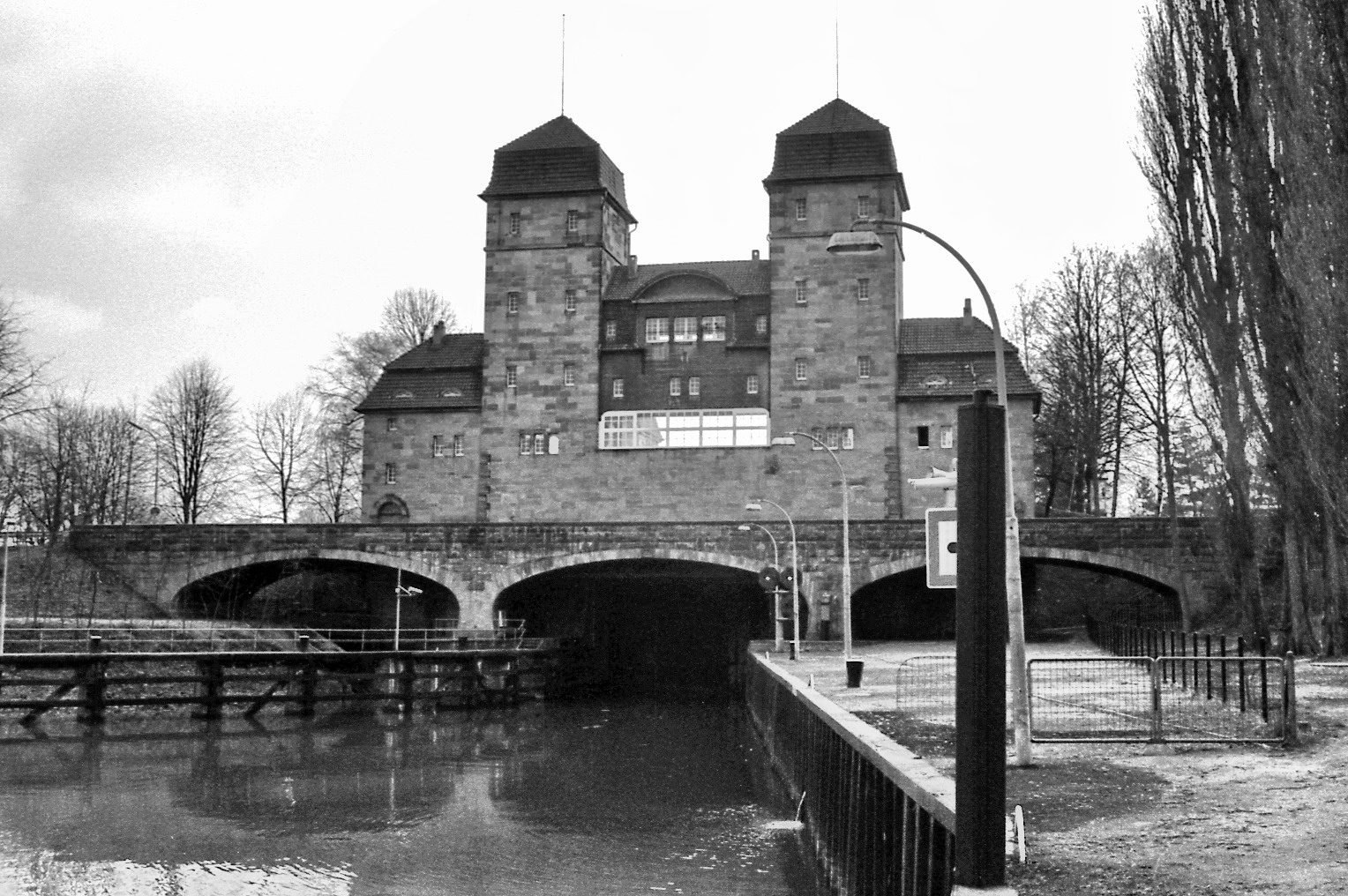
A Mittelland-csatorna / Weser folyó zsilipje Mindennél
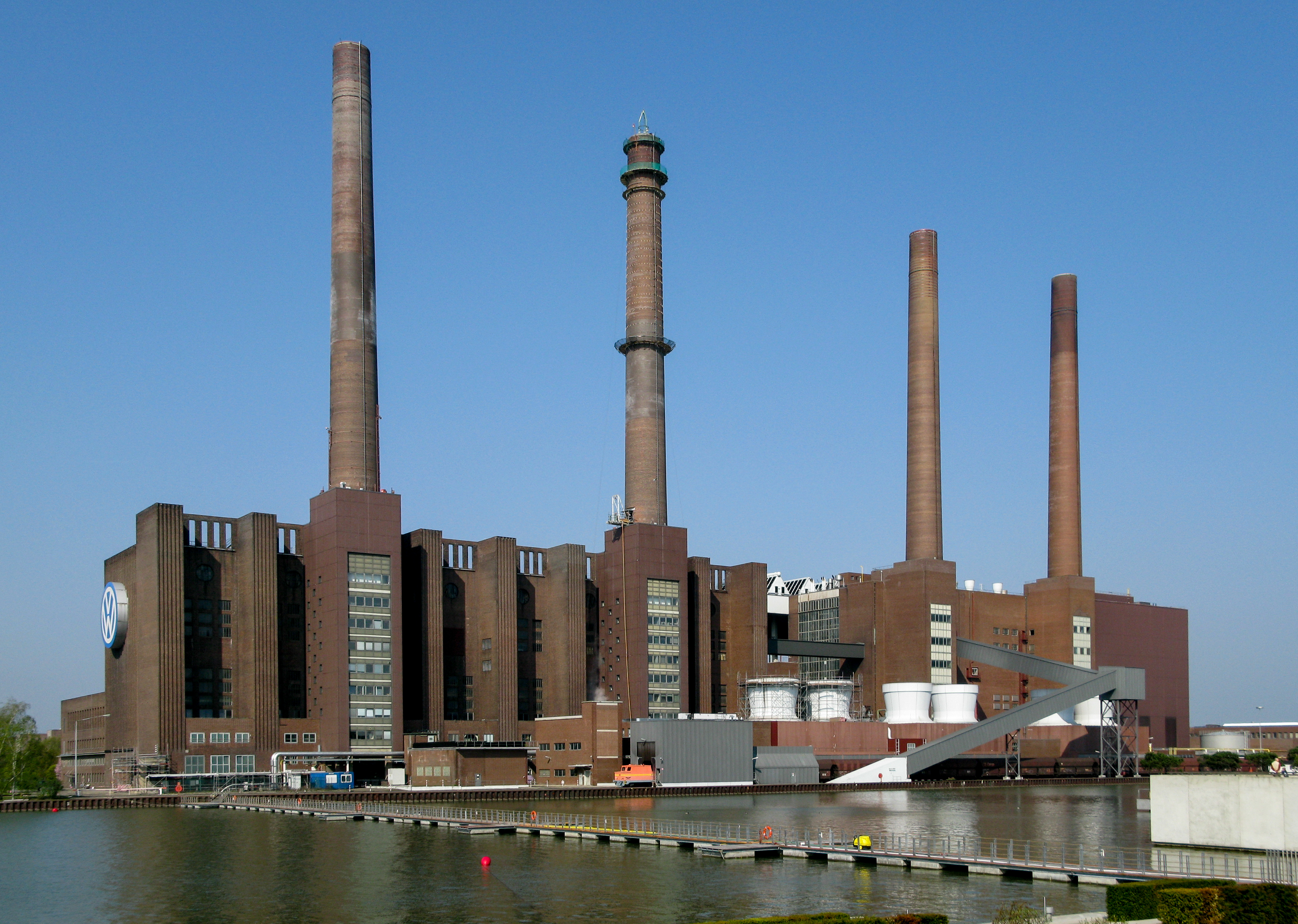
A Volkswagen eredeti üzemének egy része a csatornán